# The Twins' Tea Party
The Twins' Tea Party er en britisk stumfilm fra 1896 af Robert W. Paul.